# Cséffa
Cséffa (románul Cefa) falu Romániában, Bihar megyében, Cséffa község központja.

## Fekvése
Nagyváradtól 24 km-re délnyugatra, a Cséffai-tó mellett, a magyar határtól 5,7 km-re fekszik. Ma községközpont; Atyás és Inánd tartozik még hozzá. Érinti a 310-es számú Temesvár–Arad–Nagyvárad-vasútvonal.

## Története
Cséffa egyike Bihar megye legrégibb településeinek. A váradi regestrum már a tatárjárás előtt Csépánhida néven említette. A település a körösszegi vár tartozéka és vámszedőhely volt. Egykori jelentőségét igazolja az a körülmény is, hogy a 16. században „a három piaczon történt idézéseket” itt is kikiáltották.
Cséffa legrégibb földesurai a Csákyak voltak, akiknek egy 1396-ból származó oklevele már mai nevén írta.
1421-ben kelt oklevél a települést már városnak írta.
1469-ben a Csáky családon kívül birtokosok még itt a Cséffi családbeliek és 1472-ben pedig a Czobor
család tagjai is.
Egy 1489-ben kelt oklevél szerint a településnek ekkor már 4 utcája volt.
1760-ban Mária Terézia Cséffának új vásárjogot ad.
A településhez tartozott még Püspök-Radvány és Cséffa puszta is.
A 19. században és a 20. század elején nagyobb birtokosai a gróf Tisza és a Schwartz család voltak.
1910-ben 1637 lakosából 1198 román és 435 magyar volt. 1920 előtt Bihar vármegye Cséffai járásának székhelye volt. 1949 előtt a cséffa-nagyszalontai járás székhelye volt, járásbírósággal, posta- és távíróhivatallal.

## Népesség
1992-ben társközségeivel együtt 6208 lakosából 5290 fő román, 552 cigány, 305 magyar és 2 német volt. 2002-ben 6354 lakosából 5208 fő román, 673 roma és 415 magyar volt.
Magának a falunak 2002-ben 1272 lakosa volt, közülük 1013 fő román, 152 cigány, 104 magyar és 3 szlovák. 
2011-ben 1225 lakosa volt.

## Nevezetességek
- Görögkeleti temploma a 16. század első felében épült, az akkoriban itt álló romos épület anyagából.
- A hagyományok szerint a községháza helyén álló régi épületben őrizték egy éjszakán át a magyar szent koronát, amikor Orsova felé vitték.
- A falau határán  vonul át az Ördögárka.
- A Cséffai-tó híres horgászhely.
- Cséffai Natúrpark